# Jorge Wilstermann (flygplats)
Jorge Wilstermann är en flygplats i Bolivia. (IATA: CBB, ICAO: SLCB)  Den ligger i departementet Cochabamba, i den centrala delen av landet, 200 km nordväst om huvudstaden Sucre. Jorge Wilstermann ligger 2 548 meter över havet.
Terrängen runt Jorge Wilstermann är kuperad åt sydost, men åt nordväst är den platt. Runt Jorge Wilstermann är det mycket tätbefolkat, med 1 463 invånare per kvadratkilometer.. Närmaste större samhälle är Cochabamba, 4,1 km nordost om flygplatsen.
Runt Jorge Wilstermann är det i huvudsak tätbebyggt.